# Cardona (Uruguay)
Cardona è una località del dipartimento di Soriano in Uruguay. Si trova a sud-est del dipartimento omonimo, al confine con il dipartimento di Colonia, e alla confluenza delle strade statali 2, 12 e 57. La ferrovia separa la città da quella di Florencio Sánchez.

## Storia
La città è stata ufficialmente dichiarata agglomerato dalla legge 8482 del 2 ottobre 1929; in seguito è stata elevata a città con la legge 15.540 del 3 maggio 1984.